# Eredivisie 2020
La Eredivisie 2020 è la 36ª edizione del campionato di football americano di primo livello, organizzato dalla AFBN.
Il 12 marzo è stata annunciata la sospensione del campionato a causa della pandemia di COVID-19 del 2019-2021.
Era stata annunciata come nuova data di inizio del campionato il 27 settembre, ma a causa del persistere della pandemia questo avvio è stato posticipato e successivamente annullato.

## Squadre partecipanti
| Club                 | Città     | Stadio | Sponsor ufficiale | Risultato nella stagione 2019 |
| -------------------- | --------- | ------ | ----------------- | ----------------------------- |
| 010 Trojans          | Rotterdam |        |                   |                               |
| Amsterdam Crusaders  | Amsterdam |        |                   |                               |
| Arnhem Falcons       | Arnhem    |        |                   |                               |
| Flevo Phantoms       | Almere    |        |                   |                               |
| Groningen Giants     | Groninga  |        |                   |                               |
| Hilversum Hurricanes | Hilversum |        |                   |                               |
| Lelystad Commanders  | Lelystad  |        |                   |                               |
| Utrecht Dominators   | Utrecht   |        |                   |                               |

## Stagione regolare

### Calendario

#### 1ª giornata
| 16 febbraio 2020 | Groningen Giants | 0 – 20 | 010 Trojans |  |

| 16 febbraio 2020 | Flevo Phantoms | 17 – 10 | Amsterdam Crusaders |  |

| 16 febbraio 2020 | Hilversum Hurricanes | 14 – 0 | Utrecht Dominators |  |

| 16 febbraio 2020 | Arnhem Falcons | 7 – 21 | Lelystad Commanders |  |

#### 2ª giornata
| 23 febbraio 2020 | 010 Trojans | 6 – 28 | Hilversum Hurricanes |  |

| 23 febbraio 2020 | Arnhem Falcons | 27 – 18 | Amsterdam Crusaders |  |

| 23 febbraio 2020 | Utrecht Dominators | - – - (rinviata) | Groningen Giants |  |

| 23 febbraio 2020 | Flevo Phantoms | - – - (rinviata per impraticabilità di campo) | Lelystad Commanders |  |

#### 3ª giornata
| 14 marzo 2020 | 010 Trojans | - – - | Arnhem Falcons |  |

| 15 marzo 2020 | Amsterdam Crusaders | - – - | Hilversum Hurricanes |  |

| 15 marzo 2020 | Utrecht Dominators | - – - | Flevo Phantoms |  |

| 15 marzo 2020 | Lelystad Commanders | - – - | Groningen Giants |  |

#### 4ª giornata
| 22 marzo 2020 | Lelystad Commanders | - – - | 010 Trojans |  |

#### 5ª giornata
| 28 marzo 2020 | Groningen Giants | - – - | Arnhem Falcons |  |

| 29 marzo 2020 | Utrecht Dominators | - – - | Amsterdam Crusaders |  |

| 29 marzo 2020 | Hilversum Hurricanes | - – - | Flevo Phantoms |  |

#### 6ª giornata
| 4-5 aprile 2020 | 010 Trojans | - – - | Utrecht Dominators |  |

| 4 aprile 2020 | Arnhem Falcons | - – - | Hilversum Hurricanes |  |

| 5 aprile 2020 | Lelystad Commanders | - – - | Amsterdam Crusaders |  |

| 5 aprile 2020 | Groningen Giants | - – - | Flevo Phantoms |  |

#### 7ª giornata
| 19 aprile 2020 | 010 Trojans | - – - | Flevo Phantoms |  |

| 19 aprile 2020 | Amsterdam Crusaders | - – - | Groningen Giants |  |

| 19 aprile 2020 | Arnhem Falcons | - – - | Utrecht Dominators |  |

| 19 aprile 2020 | Lelystad Commanders | - – - | Hilversum Hurricanes |  |

#### 8ª giornata
| 26 aprile 2020 | Utrecht Dominators | - – - | Lelystad Commanders |  |

#### 9ª giornata
| 2 maggio 2020 | Hilversum Hurricanes | - – - | Groningen Giants |  |

| 3 maggio 2020 | Amsterdam Crusaders | - – - | 010 Trojans |  |

| 3 maggio 2020 | Flevo Phantoms | - – - | Arnhem Falcons |  |

#### 10ª giornata
| 16 maggio 2020 | Hilversum Hurricanes | - – - | 010 Trojans |  |

| 17 maggio 2020 | Amsterdam Crusaders | - – - | Arnhem Falcons |  |

| 17 maggio 2020 | Groningen Giants | - – - | Utrecht Dominators |  |

| 17 maggio 2020 | Lelystad Commanders | - – - | Flevo Phantoms |  |

#### 11ª giornata
| 23-24 maggio 2020 | Arnhem Falcons | - – - | Groningen Giants |  |

| 24 maggio 2020 | 010 Trojans | - – - | Lelystad Commanders |  |

| 24 maggio 2020 | Amsterdam Crusaders | - – - | Utrecht Dominators |  |

| 24 maggio 2020 | Flevo Phantoms | - – - | Hilversum Hurricanes |  |

#### 12ª giornata
| 6 giugno 2020 | Flevo Phantoms | - – - | 010 Trojans |  |

| 7 giugno 2020 | Groningen Giants | - – - | Amsterdam Crusaders |  |

| 7 giugno 2020 | Utrecht Dominators | - – - | Arnhem Falcons |  |

| 7 giugno 2020 | Hilversum Hurricanes | - – - | Lelystad Commanders |  |

### Classifiche
Le classifiche della regular season sono le seguenti:
- PCT = percentuale di vittorie, G = partite giocate, V = partite vinte, P = partite perse, PF = punti fatti, PS = punti subiti

#### Girone A
| Pos. | Squadra             | PCT  | G | V | N | P | PF | PS |
| ---- | ------------------- | ---- | - | - | - | - | -- | -- |
| 1    | Arnhem Falcons      | .500 | 2 | 1 | 0 | 1 | 34 | 39 |
| 2    | Utrecht Dominators  | .000 | 1 | 0 | 0 | 1 | 0  | 14 |
| 3    | Amsterdam Crusaders | .000 | 2 | 0 | 0 | 2 | 28 | 44 |
| 4    | Groningen Giants    | .000 | 1 | 0 | 0 | 1 | 0  | 20 |

#### Girone B
| Pos. | Squadra              | PCT   | G | V | N | P | PF | PS |
| ---- | -------------------- | ----- | - | - | - | - | -- | -- |
| 1    | Hilversum Hurricanes | 1.000 | 2 | 2 | 0 | 0 | 42 | 6  |
| 2    | Lelystad Commanders  | 1.000 | 1 | 1 | 0 | 0 | 21 | 7  |
| 3    | Flevo Phantoms       | 1.000 | 1 | 1 | 0 | 0 | 17 | 10 |
| 4    | 010 Trojans          | .500  | 2 | 1 | 0 | 1 | 26 | 28 |

## Playoff e playout

### Tabellone
|  | Semifinali | Semifinali | Semifinali |  |  | XXXVI Tulip Bowl | XXXVI Tulip Bowl | XXXVI Tulip Bowl |  |
|  |            |            |            |  |  |                  |                  |                  |  |
|  | 1A         | TBD        |            |  |  |                  |                  |                  |  |
|  | 1A         | TBD        |            |  |  |                  |                  |                  |  |
|  | 2B         | TBD        |            |  |  |                  |                  |                  |  |
|  | 2B         | TBD        | TBD        |  |  |                  |                  |                  |  |
|  |            |            |            |  |  |                  |                  |                  |  |
|  |            |            | TBD        |  |  |                  |                  |                  |  |
|  | 2A         | TBD        |            |  |  |                  |                  |                  |  |
|  | 2A         | TBD        |            |  |  |                  |                  |                  |  |
|  | 1B         | TBD        |            |  |  |                  |                  |                  |  |

### Semifinali
| 2020 | TBD | – | TBD |  |

| 2020 | TBD | – | TBD |  |

### XXXVI Tulip Bowl
| 2020 | TBD | – | TBD |  |